# Corey Perry
Corey Perry, född 16 maj 1985, är en kanadensisk professionell ishockeyspelare som spelar för Edmonton Oilers i National Hockey League (NHL). Han spelade 14 år av sin karriär för Anaheim Ducks. Han har också tidigare spelat för Chicago Blackhawks, Dallas Stars och Montreal Canadiens.

## Spelarkarriär
Perry valdes av Anaheim i den första rundan som 28:e spelare totalt i 2003 års NHL-draft. Han hade dessförinnan spelat fyra säsonger med OHL-laget London Knights. Han spelade de 19 första matcherna av säsongen 2005–06 i farmarlaget Portland Pirates i AHL innan han fick debutera i NHL. Under debutsäsongen i NHL gjorde han 13 mål, 12 assist och 25 poäng på 56 matcher. Säsongen därpå vann han Stanley Cup med Anaheim Ducks.
Säsongen 2010–11 slutade Perry på tredje plats i NHL:s poängliga med 50 mål, 48 assist och 98 poäng på 82 matcher. Han vann både Maurice "Rocket" Richard Trophy som ligans bästa målskytt och Hart Memorial Trophy som ligans mest värdefulla spelare.
Den 19 juni 2019 köptes han ut av sitt kontrakt med Ducks och blev kontraktslös.
I juli 2019 skrev han som free agent på ett ettårskontrakt värt 1,5 miljoner dollar med Dallas Stars.

## Landslagskarriär
Perry var med och vann guld vid JVM 2005. Han var även med i det kanadensiska lag som tog guld i OS 2010.
Han vann guld i VM 2016

## Statistik
| 2000–2001  | Peterborough Petes      | ETA        | 64   | 69  | 46  | 115 | 20   | 3   | 3  | 0  | 3   | 0   |
|            | Peterborough Bees       | OPJAHL     | 2    | 1   | 0   | 1   | 0    | —   | —  | —  | —   | —   |
| 2001–2002  | London Knights          | OHL        | 60   | 28  | 31  | 59  | 56   | 12  | 2  | 3  | 5   | 30  |
| 2002–2003  | London Knights          | OHL        | 67   | 25  | 53  | 78  | 145  | 14  | 7  | 16 | 23  | 27  |
| 2003–2004  | London Knights          | OHL        | 66   | 40  | 73  | 113 | 98   | 15  | 7  | 15 | 22  | 20  |
|            | Cincinnati Mighty Ducks | AHL        | —    | —   | —   | —   | —    | 3   | 1  | 1  | 2   | 4   |
| 2004–2005  | London Knights          | OHL        | 60   | 47  | 83  | 130 | 117  | 18  | 11 | 27 | 38  | 46  |
| 2005–2006  | Mighty Ducks of Anaheim | NHL        | 56   | 13  | 12  | 25  | 50   | 11  | 0  | 3  | 3   | 16  |
|            | Portland Pirates        | AHL        | 19   | 16  | 18  | 34  | 32   | 1   | 1  | 0  | 1   | 0   |
| 2006–2007  | Anaheim Ducks           | NHL        | 82   | 17  | 27  | 44  | 55   | 21  | 6  | 9  | 15  | 37  |
| 2007–2008  | Anaheim Ducks           | NHL        | 70   | 29  | 25  | 54  | 108  | 3   | 2  | 1  | 3   | 8   |
| 2008–2009  | Anaheim Ducks           | NHL        | 78   | 32  | 40  | 72  | 109  | 13  | 8  | 6  | 14  | 36  |
| 2009–2010  | Anaheim Ducks           | NHL        | 82   | 27  | 49  | 76  | 111  | —   | —  | —  | —   | —   |
| 2010–2011  | Anaheim Ducks           | NHL        | 82   | 50  | 48  | 98  | 104  | 6   | 2  | 6  | 8   | 4   |
| 2011–2012  | Anaheim Ducks           | NHL        | 80   | 37  | 23  | 60  | 127  | —   | —  | —  | —   | —   |
| 2012–2013  | Anaheim Ducks           | NHL        | 44   | 15  | 21  | 36  | 72   | 7   | 0  | 2  | 2   | 4   |
| 2013–2014  | Anaheim Ducks           | NHL        | 81   | 43  | 39  | 82  | 65   | 13  | 4  | 7  | 11  | 19  |
| 2014–2015  | Anaheim Ducks           | NHL        | 67   | 33  | 22  | 55  | 67   | 16  | 10 | 8  | 18  | 14  |
| 2015–2016  | Anaheim Ducks           | NHL        | 82   | 34  | 28  | 62  | 68   | 7   | 0  | 4  | 4   | 6   |
| 2016–2017  | Anaheim Ducks           | NHL        | 82   | 19  | 34  | 53  | 76   | 17  | 4  | 7  | 11  | 34  |
| 2017–2018  | Anaheim Ducks           | NHL        | 71   | 17  | 32  | 49  | 71   | 4   | 0  | 0  | 0   | 8   |
| 2018–2019  | Anaheim Ducks           | NHL        | 31   | 6   | 4   | 10  | 27   | —   | —  | —  | —   | —   |
| 2019–2020  | Dallas Stars            | NHL        | 57   | 5   | 16  | 21  | 70   | 27  | 5  | 4  | 9   | 27  |
| 2020–2021  | Montreal Canadiens      | NHL        | 49   | 9   | 12  | 21  | 39   | 22  | 4  | 6  | 10  | 25  |
| 2021–2022  | Tampa Bay Lightning     | NHL        | 82   | 19  | 21  | 40  | 66   | 23  | 6  | 5  | 11  | 26  |
| 2022–2023  | Tampa Bay Lightning     | NHL        | 81   | 12  | 13  | 25  | 95   | 6   | 2  | 3  | 5   | 7   |
| NHL totalt | NHL totalt              | NHL totalt | 1257 | 417 | 466 | 883 | 1380 | 196 | 53 | 71 | 124 | 271 |
| AHL totalt | AHL totalt              | AHL totalt | 19   | 16  | 18  | 34  | 32   | 4   | 2  | 1  | 3   | 4   |
| OHL totalt | OHL totalt              | OHL totalt | 253  | 140 | 240 | 380 | 416  | 59  | 27 | 61 | 88  | 123 |

### Internationellt
| Uppdaterad: 2023-06-03 | Uppdaterad: 2023-06-03 | Uppdaterad: 2023-06-03 |         | Utv = Utvisningsminuter | Utv = Utvisningsminuter | Utv = Utvisningsminuter | Utv = Utvisningsminuter | Utv = Utvisningsminuter |
| År                     | Lag                    | Mästerskap             | Matcher | Mål                     | Assists                 | Poäng                   | Utv                     |                         |
| ---------------------- | ---------------------- | ---------------------- | ------- | ----------------------- | ----------------------- | ----------------------- | ----------------------- | ----------------------- |
| 2002                   | Kanada                 | U18-VM                 | 5       | 1                       | 1                       | 2                       | 4                       |                         |
| 2005                   | Kanada                 | JVM                    | 6       | 2                       | 5                       | 7                       | 6                       |                         |
| 2010                   | Kanada                 | OS                     | 7       | 4                       | 1                       | 5                       | 2                       |                         |
| 2010                   | Kanada                 | VM                     | 7       | 2                       | 4                       | 6                       | 2                       |                         |
| 2012                   | Kanada                 | VM                     | 8       | 3                       | 4                       | 7                       | 8                       |                         |
| 2014                   | Kanada                 | OS                     | 6       | 0                       | 1                       | 1                       | 2                       |                         |
| 2016                   | Kanada                 | VM                     | 10      | 4                       | 5                       | 9                       | 6                       |                         |
| 2016                   | Kanada                 | WC                     | 6       | 2                       | 0                       | 2                       | 3                       |                         |
| Junior totalt          | Junior totalt          | Junior totalt          | 11      | 3                       | 6                       | 9                       | 10                      |                         |
| Senior totalt          | Senior totalt          | Senior totalt          | 44      | 15                      | 15                      | 30                      | 23                      |                         |